# Luis Santa María Calderón
Luis Santa María Calderón (Trujillo, 1935) es un abogado, empresario y  político peruano. Miembros del Partido Aprista Peruano. Ha sido congresista de la República y alcalde provincial de Trujillo.

## Biografía
Nació en la ciudad de Trujillo el 1 de abril de 1935. Es el noveno hijo de una familia de diez hermanos. Realizó sus estudios primarios y secundarios en el Colegio Seminario San Carlos y San Marcelo, y egresó como uno de los alumnos más distinguidos de su promoción en 1953. Sus padres fueron Carlos Santa María Aranda y Eufrosina Calderón de Santa María, nieto de Hermógenes Santa María Ruiz y bisnieto de Modesto Santa María. Este último desempeñó el cargo de regidor de la Municipalidad Provincial de Trujillo y elegido el 21 de mayo de 1875. Fue elegido también alcalde interino de Trujillo, en reemplazo de Miguel O´Donovan, durante la sesión de Cabildo del 3 de enero de 1870 (E. De Bracamonte, 2019). En 1962, conjuntamente con un equipo de laicos y sacerdotes, promovió los cursillos de cristiandad, que se extendieron a través de todo el país.
Se graduó de abogado en la Facultad de Derecho de la Universidad Nacional de Trujillo, en 1961. Realizó estudios de especialización en España; Comercio Exterior en Italia y Descentralización y Gobiernos Locales en Alemania. Es casado con la dama venezolana Eyilda Mecq Medina con quien tiene seis hijos: María Egilda, María Beatriz, María Ximena, Luis Carlos Santa María Mecq, Emilia María y José Ignacio Santa María Mecq.

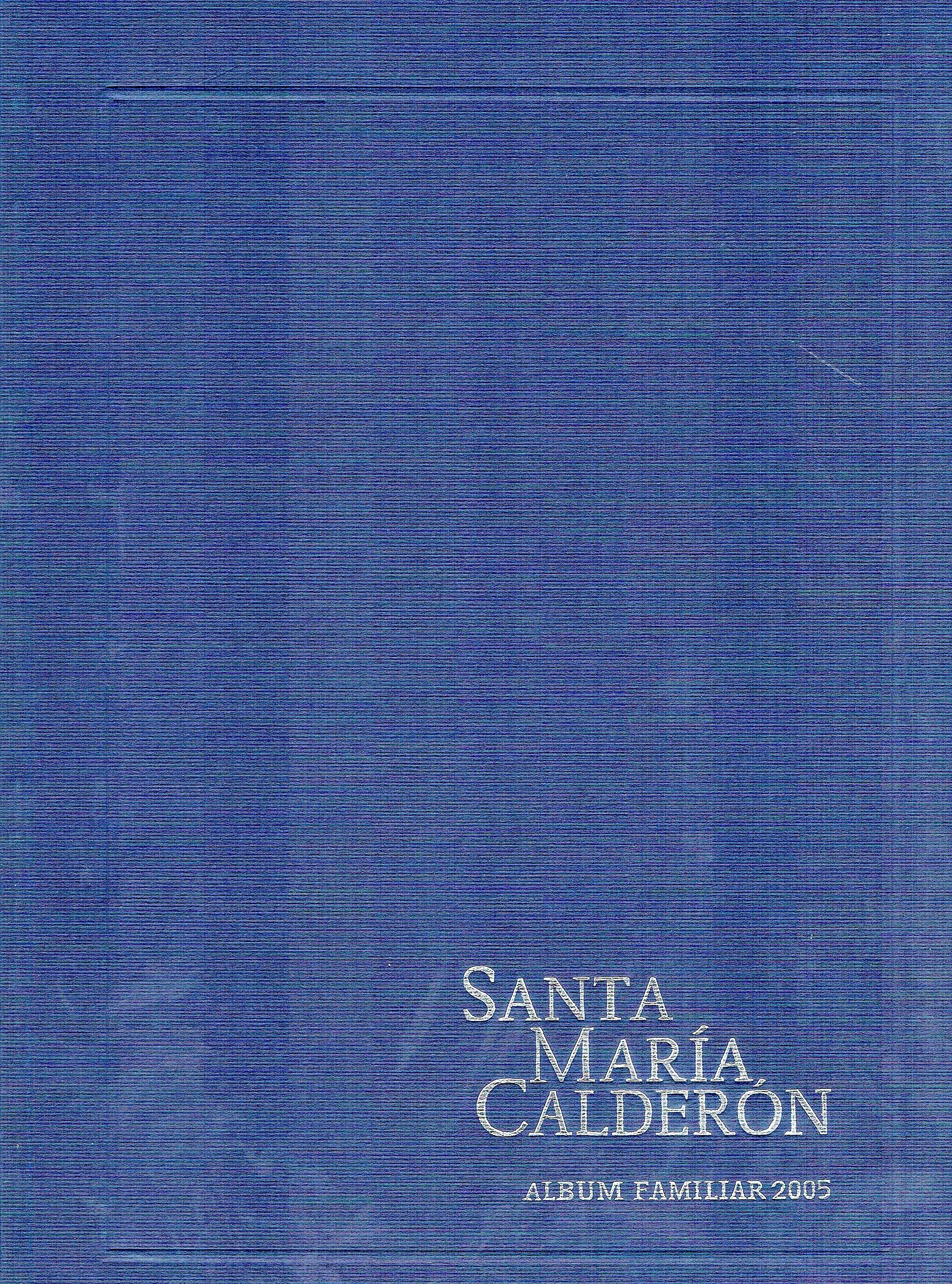
[https://www.calameo.com/books/005895535bab4181865d5 Álbum Familiar

Desde muy joven se dedicó al deporte y se inclinó por la esgrima, actividad de combate donde destacara después al ganar el campeonato regional norte, y también el provincial, en la ciudad de Trujillo. Sin embargo, otros deportes como tenis, natación, frontón y los de defensa personal, karate y judo, tampoco le fueron ajenos. Estas actividades deportivas los ha combinado siempre con su visión como profesional en derecho y la gestión de empresas familiares diversas.

## Actividades cívicas
La década de 1960 fue muy activa en la vida de Santa María. Ingresó al Club de Leones de Trujillo, donde asumió los cargos de prosecretario, secretario, segundo Vicepresidente (1964-1967), Presidente (1967-1968), Past-Presidente, jefe de Zona - distrito H 1968 - (1969) y vocal (1973-1975 y 1980-1982). Justamente, siendo presidente de dicha institución fue construida la Maternidad de La Esperanza, en el distrito del mismo nombre, la misma que presta atención de salud hasta la fecha, en convenio con la Congregación de las Hermanas del Bon Secours (Buen Socorro), de origen irlandés, y el Ministerio de Salud. Posteriormente fue presidente del Comité de Maternidad (1973 – 1982) de dicho centro.
En 1985 fue presidente del Comité Regional de Scouts La Libertad y fundador, secretario y vicepresidente del Golf Country Club de Trujillo.
Es socio vitalicio de los más prestigiosos clubes sociales de Trujillo.

## Gestión empresarial
Desde 1964 participa en empresas inmobiliarias, urbanizadoras, constructoras de viviendas, industriales, comerciales y de servicios, de las cuales es presidente de directorio y director, respectivamente. Fundador de la Cooperativa de Ahorro y Crédito León XIII. Presidió esta institución desde 1971 hasta 1973, adquiriendo durante su gestión, la actual sede institucional. Esta entidad es, actualmente, una de las organizaciones con mayor solidez económica en Trujillo.
En 1974 es elegido, por primera vez, presidente de la Cámara de Comercio y Producción de La Libertad. Fue reelegido los años 1977 y 1981. Durante este período se llevó a cabo la transformación y modernización de la institución, convirtiéndola en líder de las organizaciones gremiales y promotora del desarrollo regional.
- Recuperación del Centro Histórico de Trujillo
- La Libertad hacia el siglo XXI

Fundador y presidente del Centro de Estudios Socioeconómicos del Norte (CESEN), a partir del año 1982. Este organismo estuvo dedicado a proyectos de desarrollo regional y capacitación municipal, centradas en el fortalecimiento de las potencialidades de la región La Libertad, cuyas propuestas han sido publicadas en forma regular.
Desde 1982, Luis Santa María se desempeñó, igualmente, como presidente ejecutivo de la editorial Normas Legales  y de la Revista Jurídica del Perú, prestigiosas publicaciones de Legislación, Jurisprudencia y Doctrina, que circularon a nivel nacional. Normas Legales fue un referente editorial de publicaciones especializadas, de amplia consulta por los expertos e instituciones públicas y privadas, no solo del Perú sino también del extranjero.
En 1987 fundó y presidió el Instituto del Desarrollo del Sector Informal- IDESI La Libertad, organización de apoyo crediticio a la pequeña y micro empresa que ha otorgado más de 52,000 préstamos a microempresarios. En 1997 fue directivo fundador de la Fundación Universidad - Empresa de La Libertad.
Fue presidente y fundador de “Perú 2021 - La Libertad”, institución nacional que tiene sus orígenes en 1997 y que promueve la visión del Perú para las próximas décadas, en el horizonte de la celebración del Bicentenario de la Independencia Nacional.
Se desempeñó también como presidente del prestigioso Estudio Jurídico Santa María Calderón & Asociados, cuya sede institucional estuvo situada en el jirón Orbegoso N.º 326, en pleno centro de la ciudad.

## Actividades políticas, gremiales y de Gobierno
Santa María Calderón pertenece a una tradicional familia aprista trujillana, afincada en medio de un ambiente convulso en la sociedad peruana, allá por la década de los años 30.
En su época de estudios superiores, fue dirigente universitario en la Universidad Nacional de Trujillo donde, en 1960, lideró la promoción "Confraternidad", opuesta a las posturas izquierdistas de aquella época.
Ya profesional, en 1972, fue miembro de la directiva del Colegio de Abogados de La Libertad, donde desarrolló un amplio programa gremialista y de desarrollo de los hombres del Derecho.
Pero, no estuvo alejado de las lides políticas y en 1980 fue elegido miembro del Comité Ejecutivo Departamental del PAP de La Libertad, como Secretario del Plan de Gobierno, oportunidad que le permitió elaborar el Plan de Gobierno Departamental y Municipal.
En 1983, durante el mandato del presidente Fernando Belaúnde Terry, asumió la presidencia del Frente de Lucha Pro-Chavimochic. Al año siguiente, impulsó una histórica marcha de la sociedad civil de La Libertad en favor de la ejecución del ansiado proyecto de irrigación.

### Alcalde de la provincia de Trujillo
Luis Santa María Calderón fue elegido alcalde en las elecciones municipales de 1983, en un contexto de depresión económica y ambiente eleccionario de autoridades municipales. La inflación de ese año llegó a 125,1% y la devaluación a 129,5%, herencia de una falencia económica preocupante. Igualmente, el país asistía entonces a un periodo de violencia política protagonizada por el Partido Comunista-Sendero Luminoso (PCP-SL), de acuerdo a un amplio análisis del Centro de Investigación Electoral de ONPE (2005:p. 56)
En ese contexto el Perú pasó a ser un país inelegible y se heredó la falencia económica de la administración de Fernando Belaúnde Terry lo que no permitió préstamos internacionales y se propició así la inflación.
Obtuvo el 73% de votos de los electores, uno de los mayores porcentajes conseguido en elecciones democráticas por alcalde alguno en todo el país. El abrumador número de votos provino de todo el ámbito geográfico de la provincia, que entonces abarcaba hasta Ascope, por el norte y Virú, por el sur de la región.
Considerado uno de los mejores alcaldes que ha tenido la ciudad de Trujillo, al haber desarrollado una exitosa y transparente gestión edil, a nivel administrativo, de modernización urbana, con énfasis en un dinamismo social sin precedentes. Se lerecuerda por haber implementado un amplio sistema vial con nuevas avenidas, asfaltado en pueblos jóvenes y urbanizaciones populares; reordenó la ciudad, comercio ambulatorio y transporte masivo de pasajeros; preservó y embelleció el centro histórico de Trujillo, reconstruyendo iglesias y monumentos históricos, destruidos por el terremoto
de 1970.
Junto a su esposa Eyilda Mecq, entonces presidenta del Comité de Damas, inauguró el Primer Programa del Vaso de Leche y apoyó la conformación de Clubes de Madres en todas las áreas marginales.
En setiembre de 1984 el Congreso Nacional de Alcaldes, lo eligió presidente de la Asociación de Municipalidades del Perú - AMPE.
En 1985 fundó y presidió el directorio de la Caja Municipal de Ahorro y Crédito de Trujillo – hoy una pujante organización financiera denominada Caja Trujillo.
Siendo alcalde de la ciudad y también presidente de la Corporación de Desarrollo de La Libertad-CORLIB, organizó las celebraciones conmemorativas del 450° aniversario de fundación de la ciudad de Trujillo. La fecha central fue el 23 de noviembre de 1985 y las actividades se extendieron hasta el 5 de marzo del siguiente año. Los estudiosos definieron como fecha probable de la fundación de Trujillo el 8 de diciembre de 1,534.

### Presidente de la Corporación de Desarrollo de La Libertad-CORLIB
El 2 de agosto de 1985 fue designado Presidente de la Corporación de Desarrollo de La Libertad - CORLIB, desde la cual realizó una importante labor en toda la región, siendo calificada como la mejor Corporación del país durante el quinquenio 1985 - 1989, época en que se inició realmente la portentosa irrigación Chavimochic, de la cual fue uno de sus principales impulsores, desde su gestión en CORLIB. Durante ese periodo se realiz óel primer dinamitazo para el inicio de la construcción de la bocatoma del proyecto de irrigación más ansiado de los liberteños, por donde discurrirían después, a través del 
Canal Madre, las aguas del río Santa en las áridas tierras de Chao y Virú.
Pero, Santa María, fue gestor también de múltiples obras públicas e incansable promotor del proceso de Regionalización en todo el ámbito de La Libertad y fuera de los linderos de La Libertad, visionando, desde entonces, una mancomunidad estratégica de toda la macrorregión del nororiente del país, que contrapese a las regiones del sur y a la propia capital del Perú, Lima.
Participó como alcalde y presidente de CORLIB en exposiciones y conferencias en México, Puerto Rico, Alemania, Colombia, Italia y España, en temas sobre democracia y municipalidades, población y desarrollo, descentralización, gobiernos regionales y reestructuración del Estado.
En ese contexto, fue el único funcionario público de aquella época que estuvo a cargo, en forma simultánea, de los más importantes cargos de la metrópoli y de la región; esto es, fue alcalde provincial y presidente de CORLIB a la vez. Estas funciones paralelas fueron posibles porque no existía entonces restricciones ni prohibiciones normativas nacionales que restringieran tales funciones en el Estado. Sin embargo, su sueldo como funcionario público fue solo por un solo cargo.
Su paso por los organismos públicos, desde la Corporación de Desarrollo de La Libertad, entre los cuales se incluye la Municipalidad de Trujillo y otras entidades del Estado, puede apreciarse en el documento denominado Gestión Pública en La Libertad-1985- 1990, una recopilación gráfica y brevemente explicada que fuera editado por el Centro de Estudios Socioeconómicos del Norte-CESEN, impreso en 1995.
Gestión Publica en la Libertad

### Diputado por La Libertad
En 1990 fue elegido diputado con 69,691 votos preferenciales. Como representante liberteño en el Poder Legislativo desempeñó importantes cargos:
- Vicepresidente de la Comisión de Industria, Comercio, Turismo e Integración,Descentralización y Gobiernos Locales de la Cámara de Diputados.
- Miembro de la Comisión de Integración del Parlamento Andino.
- En 1991 fue elegido presidente de la Célula Parlamentaria Aprista.
- Desde el 5 de abril de 1992 participó en las reuniones y acciones de lucha contra el autogolpe de Fujimori, infausta fecha que significó el quiebre de la democracia en el país, con el copamiento de las principales instituciones del Estado, entre ellas el Poder Judicial y el Ministerio Público y, por supuesto, la disolución del Congreso.Santa María estuvo en primera fila de la protesta institucional en las calles, junto con sus colegas congresistas y partidarios, a pesar de la irracional represión policial y militar, dispuesta por Fujimori.

Gestión Parlamentaria 1991

### Congresista de la República
Ante la presión nacional e internacional y luego de reabrirse el Congreso, en el año 2001, postuló y encabezó la lista del Partido Aprista Peruano, siendo elegido Congresista de la República por La Libertad, con 80,000 votos preferenciales.
Durante la legislatura del año 2001, asumió los siguientes cargos parlamentarios:
- Vicepresidente de la Comisión de Industria, Comercio, Turismo y Pymes.
- Presidente del Grupo de Trabajo en Turismo.
- Secretario de la Comisión de Modernización de la Gestión del Estado.
- Presidente del Grupo de Trabajo de la Macrorregión.
- Titular de la Comisión de Relaciones Exteriores.
- Presidente del Grupo de Trabajo de Cooperación Técnica Internacional.
- Miembro de la Comisión de Investigaciones Parlamentarias.
- Directivo Portavoz del Consejo Directivo.

### Amistad y cooperación con China
Como integrante de la Comisión de Relaciones Exteriores del Congreso de la República,Luis Santa María Calderón, visitó durante una semana la República Popular de China. Lavisita se realizó del 1° al 10 de febrero de 2002, en el marco de la invitación hecha por la Comisión de Relaciones Exteriores de la Asamblea Nacional de la República Popular China, como parte del fortalecimiento de las relaciones de amistad y cooperación entre el Perú y China.
La delegación fue presidida por el entonces presidente de la Comisión de RR.EE. del Congreso peruano, Luis Gonzales Posada Eyzaguirre, quien recibió la invitación de parte del entonces Embajador de la República China en Perú, Mai Guoyan.
Junto con Santa María viajaron a Pekín los congresistas Edgar Villanueva Núñez, Héctor Chávez Chuchón, Iván Calderón Castillo, Elvira de la Puente Haya, Adolfo Latorre López, Gustavo Pacheco Villar y José Taco Llave.
El viaje de los nueve congresistas fue aprobado en la 28° sesión de la mesa directiva del Congreso de la República, del 5 de febrero de 2002, correspondiente al periodo anual de sesiones 2001-2002. Acta de Sesión.
Durante la legislatura 2002, ostentó los siguientes cargos en el Parlamento:        
Gestión Parlamentaria 2002 - 2003
Resumen de la Gestión Parlamentaria 2002 - 2003
- Presidente de la Comisión de Relaciones Exteriores.
- Miembro Titular de la comisión de Modernización de la Gestión del Estado.
- Miembro Titular de la Comisión de Cultura y Patrimonio Cultural.
- Miembro Accesitario de la Comisión de Comercio y Turismo.

En la legislatura 2003 desempeñó los siguientes cargos parlamentarios:
Miembro titular de la Comisión de Descentralización, Regionalización y Modernización de gestión del Estado.
Gestión Parlamentaria  Legislatura 2003 - 2004 "Por los caminos de la libertad
Gestión Parlamentaria Agosto 2003 - Julio 2004
Miembro titular de la Comisión de Relaciones Exteriores.
- Miembro titular de la Comisión de Justicia y Derechos Humanos.
- Miembro accesitario de la Comisión de Comercio Exterior.
- Presidente de la Comisión de Análisis y Reforma de la Ley del Notariado.
- Miembro Titular del Parlamento Latinoamericano.
- Miembro de la Comisión de Laborales, Previsión Social y Asuntos Jurídicos del Parlamento Latinoamericano.
- Secretario del Consejo de la Medalla.
- Presidente de la Comisión Especial Premio Nacional Promoción de Valores Humanos y Conciencia Nacional en los medios de Comunicación Social - PROVAL (2003 – 2004 – 2005)
- Presidente de las siguientes Ligas Parlamentarias de Amistad con el Perú (2003 – 2004): República Checa, Hungría y la Unión Parlamentaria Scout del Perú.
- Miembro titular de las siguientes Ligas Parlamentarias de Amistad (2003 – 2004): Alemania, Argentina, Inglaterra, China, Cuba, España, Marruecos, Parlamento, Europeo, Polonia, Rumania, Serbia y Montenegro y Singapur.
- Fundó, con un grupo de legisladores, la Asociación PROVIDA que no tuvo necesidad de recursos públicos, sino de coordinación estrecha para realizar un conjunto de gestiones en favor de las personas. Este organismo fue elevado incluso a escritura pública para su institucionalización. La asociación por la vida y la familia estuvo integrada por un grupo multipartidario de 14 congresistas que defienden el derecho a la vida, desde la concepción.

En la legislatura 2005 desempeñó los siguientes cargos en el Parlamento:
- Vicepresidente de la Comisión de Ética.
- Miembro titular de la Comisión de Justicia y Derechos Humanos.
- Miembro titular de la Comisión de Relaciones Exteriores
- Miembro accesitario de la Comisión de Constitución y Reglamento.
- Miembro accesitario de la Comisión de Comercio Exterior.
- Miembro accesitario de la Comisión de Producción y Pymes.
- Presidente de la Subcomisión de Procesos de Integración y Tratados de Libre Comercio.
- Presidente de la Comisión Especial Premio Promoción de Valores Humanos y Conciencia Nacional en los medios de Comunicación- PROVAL.
- Miembro titular del Parlamento Latinoamericano.
- Miembro de la Comisión de Laborales, Previsión Social y Asuntos Jurídicos del Parlamento Latinoamericano.
- Presidente de la Unión Parlamentaria Scout del Perú.

Gestión Parlamentaria al Servicio del Pais 2001 - 2006

### Actividades parlamentarias
Un resumen de las actividades parlamentarias de Luis Santa María durante su periodo comocongresista por La Libertad puede observarse en el siguiente enlace:

#### Relaciones Exteriores
Luis Santa María Calderón fue nombrado embajador extraordinario y plenipotenciario de la República Bolivariana de Venezuela, el primero de marzo de 2007, con Resolución Suprema N.º 075-2007-RE.
Su designación marcó la regularización del restablecimiento de las relaciones diplomáticas entre Perú y Venezuela a nivel de Embajadores, que se habían deteriorado desde inicios del 2006.
El Embajador Santa María, acompañado de su esposa Eyilda Mecq Medina y de funcionarios de la Embajada del Perú en Venezuela, presentó sus cartas credenciales al presidente de entonces, Hugo Chávez Frías, el 11 de abril del 2007, en un ceremonial oficial en Palacio de Miraflores, sede del gobierno venezolano.

##### Lazos con Trinidad y Tobago
Desde el 14 de noviembre del 2008, Luis Santa María Calderón, se desempeñó también como Embajador Concurrente del Perú en la República de Trinidad y Tobago, con residencia en Caracas, Venezuela. Fue nombrado mediante Resolución Suprema N.º 211-2008-RE.
La ceremonia de entrega de credenciales se efectuó en Puerto España, capital de este pequeño país caribeño de dos islas, cercano a Venezuela, donde el embajador peruano presentó sus credenciales ante el presidente de la República, doctor George Maxwell Richards.
El intercambio comercial entre Perú y Trinidad y Tobago alcanzó hasta el año 2007, unos 53 millones de dólares que correspondieron a las exportaciones peruanas un estimado de 37 millones de dólares, mientras las exportaciones desde el país caribeño ascendieron a 16 millones
de dólares.

##### Foro de inversión y comercio
Entre las importantes actividades de Santa María al frente de la embajada peruana en Venezuela, figura el Foro Oportunidades de inversión y comercio con el Perú, organizado en Caracas el 28 y 29 de febrero de 2008, conjuntamente con Proinversión y Promperú. El evento reunió a unos 200 inversionistas, gestores de las más importantes empresas venezolanas.
Asistieron representantes de los rubros petroleros, petroquímico, químicos, forestales, construcción, metalurgia, cerámicos, electrónicos, alimentos, tecnología de la información, franquicias, megamercados, comercializadoras internacionales y textil.

##### Antesala de V Cumbre Jefes de Estado
Otra destacada actividad fue la convocatoria que hizo en su residencia, en Caracas, donde reunió a 50 embajadores, funcionarios internacionales y académicos vinculados a la diplomacia, con miras a la V Cumbre de Jefes de Estado y de Gobierno de América Latina, el Caribe y la Unión Europea, que se realizó el 14 de marzo del 2008 en Lima.
La convocatoria que realizó Santa María se realizó dos días antes de la Cumbre en Lima; es decir, el 12 de marzo y en el evento se destacaron dos temas ejes: la lucha contra la pobreza, desigualdad e inclusión social y el desarrollo sostenible: de ambiente, cambio climático y energía.

##### Cita en la CAF
El 1° de abril del 2008, el embajador Luis Santa María Calderón asistió a la junta general de accionistas de la Corporación Andina de Fomento (CAF), en nombre del Perú. Como se sabe la CAF está conformada por capitales aportados por Perú, Venezuela, Bolivia, Ecuador y Colombia a lo que se han agregado aportes de otros 16 países latinoamericanos y europeos. Sin embargo, la conducción política financiera la mantienen los países andinos.
En dicho cónclave financiero, Santa María destacó que al Perú y especialmente a la Región La Libertad, les esperaba una gran oportunidad, a raíz de la suscripción de un Convenio Marco de Entendimiento que posibilitó al Gobierno Regional, obtener préstamos a largo plazo y con intereses favorables para obras de infraestructura vial, pequeñas irrigaciones en sierra, carreteras, turismo, microfinanzas y estudios de factibilidad.

##### La papa: tesoro mundial
En el marco de las actividades por el Año Internacional de la Papa, la Embajada del Perú en Venezuela, organizó el 29 de mayo del 2008, el simposio “La papa: tesoro del Perú y del mundo”.
En el evento se difundió la importancia histórica, actual y futura de este tradicional tubérculo de origen peruano.
En el foro se destacó la historia de la papa, sus bondades nutricionales, su origen andino y su valor como aporte peruano al mundo, como una verdadera alternativa de solución al problema de la seguridad alimentaria y el empleo mundial. Precisamente ese año, Naciones Unidas lo declaró como el Año Internacional de la papa.

##### Promoción de V Cumbre ALC-UE
En junio de 2008 el embajador Luis Santa María dictó una conferencia sobre la V Cumbre América Latina, El Caribe y la Unión Europea (ALC-UE), evento que se realizara a principios de ese año en Lima (Perú).
La conferencia se denominó I Foro ALC-UE y contó con expositores, además del Embajador peruano, a otros Embajadores de los países miembros de ALC-UE. El evento fue organizado por la prestigiosa universidad privada Santa María, de Venezuela, institución académica que luego de la actividad condecoró a Santa María con la Medalla de Oro, Clase Única, por la difusión del Foro ALC-UE.

##### Apoyo a compatriotas
Dentro de las actividades de proyección y con el propósito de promover y asistir a los compatriotas peruanos que residen en territorio venezolano, el embajador del Perú fue artífice para la instalación del Consejo de Consulta, instancia asociativa sin fines de lucro, con la finalidad de cooperar de manera directa y desinteresada con el Consulado General del Perú en Caracas.
Al acto de instalación, realizado en junio del 2008, asistieron representantes de las Hermandades del Señor de Los Milagros, de la Asociación de Damas Peruanas, de distinguidas agrupaciones peruanas en Venezuela y de personalidades residente en ese país.
El trabajo conjunto entre la Embajada del Perú y la Oficina Consular en Caracas, apunta a velar por los derechos de los peruanos y destacar su rol en el desarrollo de la sociedad venezolana.

##### Pintores trujillanos
Coincidiendo con la fiesta nacional, en julio del 2008, la embajada peruana en Venezuela invitó a cuatro pintores trujillanos, quienes presentaron una muestra de su arte en una exposición denominada Viento y Arcilla. Demetrio Saldaña Hipólito, Carlos León Cruz, William Pinillos Linares y Wilo Vargas Morales, cada uno con su estilo propio presentaron su arte recreado en un intenso cromatismo y particular expresión de un profundo vínculo con su tierra y el tiempo, donde se evidenciaba la intensa riqueza cultural ancestral que rodea a la región La Libertad y de manera especial a Trujillo. La nuestra artística se realizó en la Galería de la CAF, en Caracas.

##### Pymes en Venezuela
A fines de agosto del 2008 una nutrida delegación de pequeños y medianos empresarios peruanos realizaron ruedas de negocios en Venezuela, actividad organizada por la Asociación de Exportadores (ADEX), apoyados por la embajada de Perú. En Caracas, fueron recibidos con una jornada informativa empresarial a cargo del personal de la embajada peruana, así como de expertos en comercio exterior de Venezuela.

##### Cámara peruana-venezolana
En octubre del 2008 un importante grupo de empresarios peruanos y venezolanos instalaron la Cámara Peruana-Venezolana de Industria y Comercio (CAVEPERÚ). Su primera directiva la presidió el embajador (r) Moritz Eiris Villegas y lo integraron connotados personajes y empresarios de uno y otro país. Fue incorporado como presidente honorario, el embajador de Perú en Venezuela, Luis Santa María Calderón.
Los beneficios en la constitución de este gremio, entre otros, son el apoyo que brinda para vencer los obstáculos que se presentan en el comercio bilateral, la organización de misiones comerciales, contactos con eventuales misiones comerciales hacia Venezuela, entre otras actividades.

##### Promoviendo al Perú a través del canto lírico
El 31 de enero de 2009, llegó a Venezuela el tenor peruano Juan Diego Flores y la embajada del Perú en ese país le organizó un coctel de honor. Fue en la residencia oficial del Embajador Luis Santa María Calderón, en Caracas.
El famoso tenor llegó acompañado de su esposa Julia Trappe y fueron invitados las legaciones diplomáticas con sede en Caracas, así como representantes de las diversas organizaciones empresariales y culturales de Venezuela.
Luis Santa María concluyó su periodo como embajador del Perú en Venezuela, el 13 de marzo del 2009, atendiendo a la Resolución Suprema N.º 098-2009-RE.

### Actuales actividades
Desde noviembre del 2004, hasta la fecha, Luis Santa María Calderón viene desempeñando la vicepresidencia del grupo empresarial Pro Región La Libertad,
organización que promueve el crecimiento y desarrollo regional con inclusión social mediante la inversión privada en coordinación con el Gobierno
Regional y local y el sector público en general. Incentiva la responsabilidad social, la unión empresarial y eficiencia, usando mecanismos para impulsar las inversiones como fuente de empleo y superación de la pobreza.
Dos años antes, el 2002, impulsó las actividades del Consorcio de Organismos No Gubernamentales de Promoción del Desarrollo de La Libertad-PRODES dedicado a proyectos financieros para el desarrollo de pequeños negocios, entre ellos del sector femenino, a través de la Asociación de Mujeres en Acción-AMA, especializado en microfinanzas y dedicado a organizar, promover y apoyar el desarrollo sostenible de los sectores urbano marginales y rurales de la región. PRODES había sido fundado por Luis Santa María Calderón en 1996 y, luego, en 1998, hizo lo propio con AMA.

## Editor de publicaciones (Sellos: Normas Legales y CESEN)
- Normas Legales, revista de doctrina jurídica: 1982 a 2000.
- Ley de Municipalidades: ediciones 1991, 1994, 1998.
- Plan de Desarrollo Regional La Libertad: 1999.
- Revista Jurídica del Perú: desde 1996 a 1999.
- Publicación “Proyecto especial Salaverry – Juanjuí: Plan Selva”, 2005.